# Semicytherura nigrescens
Semicytherura nigrescens är en kräftdjursart som först beskrevs av Baird 1838.  Semicytherura nigrescens ingår i släktet Semicytherura, och familjen Cytheruridae. Arten är reproducerande i Sverige.